# The Man Who Knew Too Much (1956)
The Man Who Knew Too Much is een Amerikaanse thriller/drama/avonturenfilm uit 1956 onder regie van Alfred Hitchcock. De hoofdrollen worden vertolkt door James Stewart en Doris Day.
De film is een remake van Hitchcocks gelijknamige film uit 1934. Daarmee was dit de enige remake die Hitchcock ooit maakte van een van zijn eigen films. De film werd goed ontvangen door critici, en won onder andere een Academy Award. Tevens werd de film vertoond op het Filmfestival van Cannes.

## Verhaal
Een Amerikaans gezin houdt vakantie in Marrakesh (Marokko) en is er toevallig bij wanneer een spion wordt vermoord. Net voordat hij sterft, geeft hij Ben McKenna belangrijke informatie over een op handen zijnde moord op een staatsman in Londen.
Dan wordt de zoon van Ben en Jo McKenna ontvoerd, opdat meneer McKenna de informatie niet zal vrijgeven. Hij beseft dat hij de politie niet kan inschakelen en gaat zelf op zoek naar zijn zoon in Londen. Als Ben overmeesterd wordt in Ambrose Chapel, slaat Jo alarm bij Scotland Yard die geen gehoor geeft: haar wordt te verstaan gegeven dat de inspecteur daar naar een concert is in de Royal Albert Hall. Wanneer zij daarnaartoe gaat, ziet zij de minister en herkent de moordenaar uit Marokko.
Nog steeds vrezend voor het leven van haar zoon grijpt zij niet in, tot het moment dat zij de moordenaar het pistool ziet richten. Jo slaakt een kreet, de moordenaar mist doel en in zijn poging te ontsnappen valt hij van het balkon. Als dank voor het redden van het leven van de minister wordt Jo bij hem uitgenodigd. Ben McKenna weet de afspraak te maken op de ambassade waar hun zoon is gevangen gehouden. Wanneer Jo daar het lied Que Sera, Sera aanheft, wordt dit beantwoord met het meefluiten van haar zoon. Ben gaat daarop op zoek en vindt hem. Wanneer hij daarbij onder schot gehouden wordt, weet hij zijn aanvaller te overmeesteren door deze van de trap te duwen. De dader schiet zichzelf daarbij dood en het gezin is daarmee gered.

## Rolverdeling
| Acteur            | Personage      |
| ----------------- | -------------- |
| James Stewart     | Ben McKenna    |
| Doris Day         | Jo McKenna     |
| Brenda De Banzie  | Lucy Drayton   |
| Bernard Miles     | Edward Drayton |
| Ralph Truman      | Buchanan       |
| Daniel Gelin      | Louis Bernard  |
| Alan Mowbray      | Val Parnell    |
| Hillary Brooke    | Jan Peterson   |
| Christopher Olsen | Hank McKenna   |
| Reggie Nalder     | Rien           |

## Achtergrond

### Muziek
Muziek speelt een belangrijke rol in de film. Componist Bernard Herrmann schreef de meeste muziek voor de film. Tevens is Arthur Benjamins Storm Clouds, dat oorspronkelijk was gecomponeerd voor de originele film uit 1934, wederom te horen in deze film, nu uitgevoerd door Herrmann. Herrmann kreeg van Hitchcock wel de kans een nieuw nummer te componeren voor de climax, maar hij vond Benjamins Storm Clouds dermate indrukwekkend dat hij dit aanbod afsloeg.
Doris Day speelt in de film een bekende, maar reeds gepensioneerde zangeres. Mede daarom zingt haar personage in de film meerdere nummers, waarvan Que Sera, Sera (Whatever Will Be, Will Be) het bekendst is. Dit lied werd een grote hit in Amerika. en het Verenigd Koninkrijk.

### Cameo’s
Hitchcock heeft zelf een cameo in de film om 25:42. Hij speelt een man die staat te kijken naar de acrobaten op de Marokkaanse markt.
Componist Bernard Herrmann heeft een cameo als dirigent van het London Symphony Orchestra en de zangers in de Royal Albert Hall.

### Wetenswaardigheden
- In het boek Hitchcock/Truffaut uit 1967 gaf Hitchcock aan persoonlijk de remake beter te vinden dan het origineel. Volgens hem was de versie uit 1934 het werk van een getalenteerde amateur, en de versie uit 1956 het werk van een professional.
- De plot verschilt in deze remake op bepaalde punten van de originele film. Zo begint het verhaal in Marokko, niet in Zwitserland, komt de protagonist uit Amerika in plaats van Engeland, en wordt in plaats van de dochter de zoon van het koppel ontvoerd. Tevens mist deze film de schietpartij uit de climax van de originele film.

## Prijzen en nominaties
- In 1956 won The Man Who Knew Too Much de Academy Award voor beste originele lied (Que Sera, Sera).
- Datzelfde jaar werd de film genomineerd voor een gouden palm op het Filmfestival van Cannes.
- In 1957 werd de film genomineerd voor een DGA Award voor “Outstanding Directorial Achievement in Motion Pictures”.
- In 1990 won de film een ASCAP Award voor Most Performed Feature Film Standards.
- In 2005 werd de film genomineerd voor een Satellite Award voor Outstanding Classic DVD.